# Hypocrita euploeoides
Hypocrita euploeoides là một loài bướm đêm thuộc phân họ Arctiinae, họ Erebidae.